# Crasso
Marco Licínio Crasso (115–53 a.C.; em latim: Marcus Licinius Crassus) foi um político da gente Licínia da República Romana eleito cônsul por duas vezes, em 70 e 55 a.C., com Cneu Pompeu Magno nas duas vezes. Era filho de Públio Licínio Crasso, cônsul em 97 a.C., e teve pelo menos dois filhos, o general Públio Licínio Crasso, que morreu com ele em Carras, e o questor Marco Licínio Crasso. Nascido numa das famílias mais ricas de Roma, amealhou uma enorme fortuna durante sua vida e é considerado o mais rico romano da história de Roma e detentor de uma das maiores fortunas da história.
Começou sua carreira como um comandante militar sob o comando de Sula durante a guerra civil. Depois que Sula assumiu a ditadura, Crasso ganhou muito dinheiro em especulação imobiliária. Politicamente, ganhou muita proeminência depois de sua vitória sobre a revolta dos escravos liderado por Espártaco. Um patrono de Júlio César, Crasso se juntou a ele e Pompeu na aliança política não oficial conhecida como Primeiro Triunvirato. Juntos, os três dominaram completamente o sistema político romano, mas a aliança não se manteve estável indefinidamente por causa das ambições, egos e ciúmes entre eles. Enquanto César e Crasso permaneceram aliados pela vida toda, Crasso e Pompeu não se entendiam e este foi ficando cada vez mais enciumado com os sucessos espetaculares de César nas Guerras Gálicas. Depois da Conferência de Lucca, em 56 a.C., a situação melhorou e Crasso e Pompeu serviram novamente como cônsules no ano seguinte. Depois de seu mandato, Crasso foi nomeado governador da Síria romana, que ele utilizou como base para uma campanha militar contra o Império Parta, o inimigo de longa data de Roma no oriente. A campanha foi um fracasso total, resultando na desastrosa Batalha de Carras, na qual morreu juntamente com seu filho.
A morte de Crasso acabou de vez com a aliança de Pompeu e César. Num espaço de quatro anos, César cruzou o Rubicão e deu início à guerra civil contra Pompeu e os optimates.

## Família e contexto

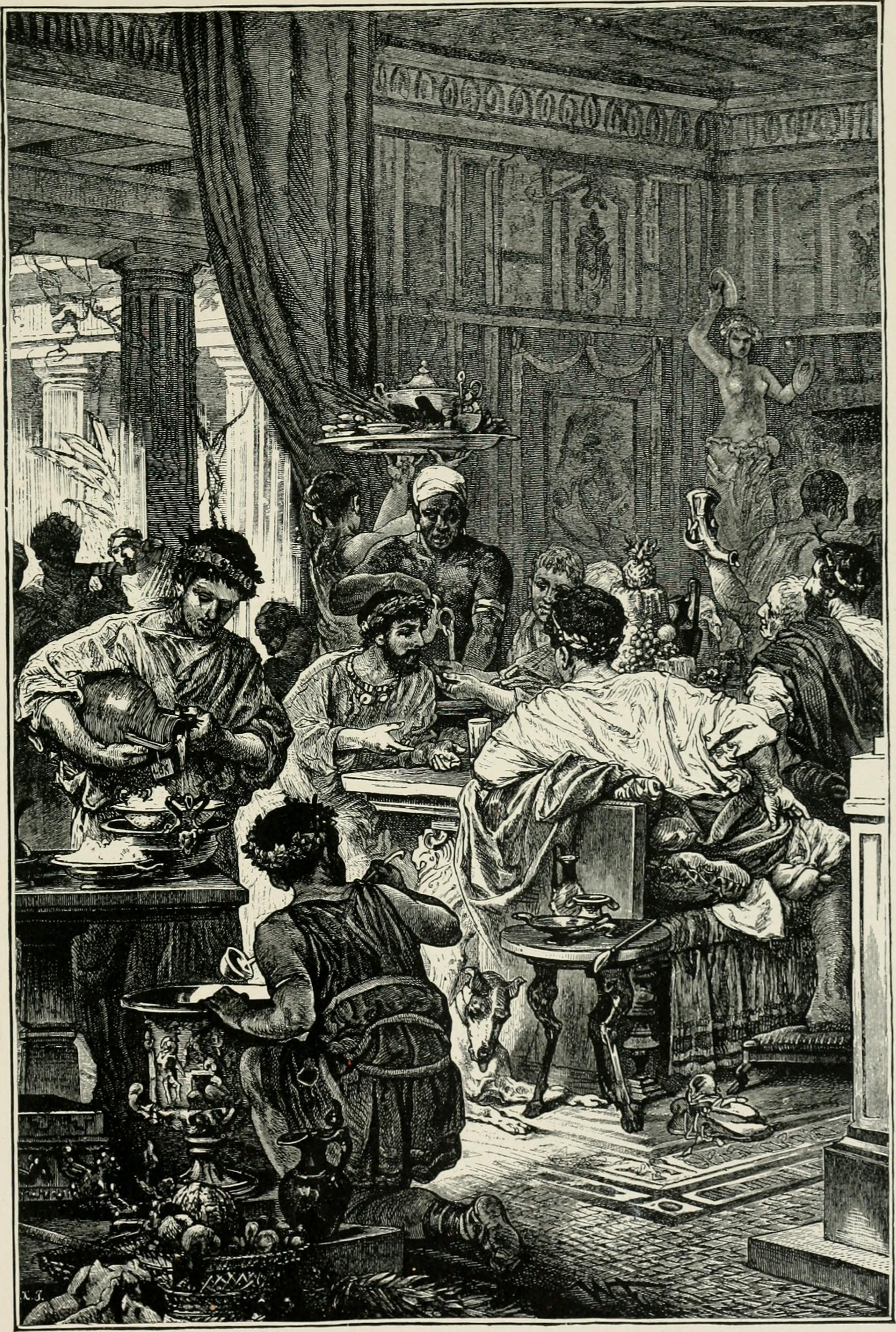
Banquete na casa de Crasso, o homem mais rico de Roma.

Marco Licínio Crasso era o segundo dos três filhos do eminente senador e vir triumphalis Públio Licínio Crasso e censor em 89 a.C.. Sua linhagem não descendia diretamente dos Crassos Dives, embora geralmente se assuma assim. Seu irmão mais velho, Públio (n. 116 a.C.), morreu logo depois da Guerra Social e Marcos se casou com sua esposa. Seu pai e seu irmão mais novo, Lúcio, se suicidaram em Roma no inverno de 87-86 a.C. para não caírem nas mãos dos marianos depois que os populares, liderados por Caio Mário e Cina.
Na época havia três ramos na casa dos Licínios Crassos (em latim: "Licinii Crassi") nos séculos II e I a.C. e muitos erros em identificações e linhagens surgiram, especialmente por causa da uniformidade da nomenclatura romana, de suposições modernas equivocadas e da disparidade das informações disponíveis entre as diversas gerações. Além disto, como "Dives", cognome dos Crassos Dives, significa "rico" e como este Marco Crasso era famoso por sua enorme riqueza, muitas vezes já se assumiu que ele seria membro desta linhagem. Mas nenhuma fonte antiga atribui a ele ou a seu pai o cognome "Dives", ao passo que elas citam explicitamente que sua grande fortuna foi adquirida e não herdada e também que ele foi criado em circunstâncias modestas.
O avô homônimo de Crasso, Marco Licínio Crasso, pretor por volta de 126 a.C., recebeu o apelido jocoso grego "Agelasto" ("o severo") por seu contemporâneo Caio Lucílio, o famoso criador da sátira romanos, ao afirmar que ele teria sorrido apenas uma vez durante toda a sua vida. Seu avô, por sua vez, era filho de Públio Licínio Crasso, cônsul em 171 a.C., o irmão de Caio Licínio Crasso, cônsul em 168 a.C., que deu origem à terceira linhagem dos Licínios Crassos nesta época, cujo membro mais famoso foi Lúcio Licínio Crasso, o maior orador romano antes de Cícero e seu herói na infância. O próprio Crasso era um talentoso orador e foi um dos mais enérgicos e ativos advogados de seu tempo.

## Carreira

### Juventude e a Primeira Guerra Civil
Depois dos expurgos marianos e da morte repentina de Caio Mário logo depois, o cônsul Lúcio Cornélio Cina (sogro de Júlio César) impôs novas proscrições sobre os senadores romanos e equestres sobreviventes que haviam apoiado Sula em sua primeira marcha sobre Roma em 88 a.C. para derrubar seus opositores.
A proscrição de Cina forçou Crasso a fugir para Hispânia. Depois da morte de Cina, em 84 a.C., Crasso seguiu para a província da África, onde os aliados de Sula estavam se juntando. Quando Sula finalmente invadiu a Itália após o final da Segunda Guerra Mitridática, Crasso juntou-se a ele e a Metelo Pio, seu aliado mais próximo. Ele recebeu o comando da ala direita na Batalha da Porta Colina na qual os últimos marianos e os samnitas sobreviventes tentaram, pela última vez, expulsar Sula de Roma depois que ele tomou a cidade em sua segunda marcha.

### Ascensão ao poder

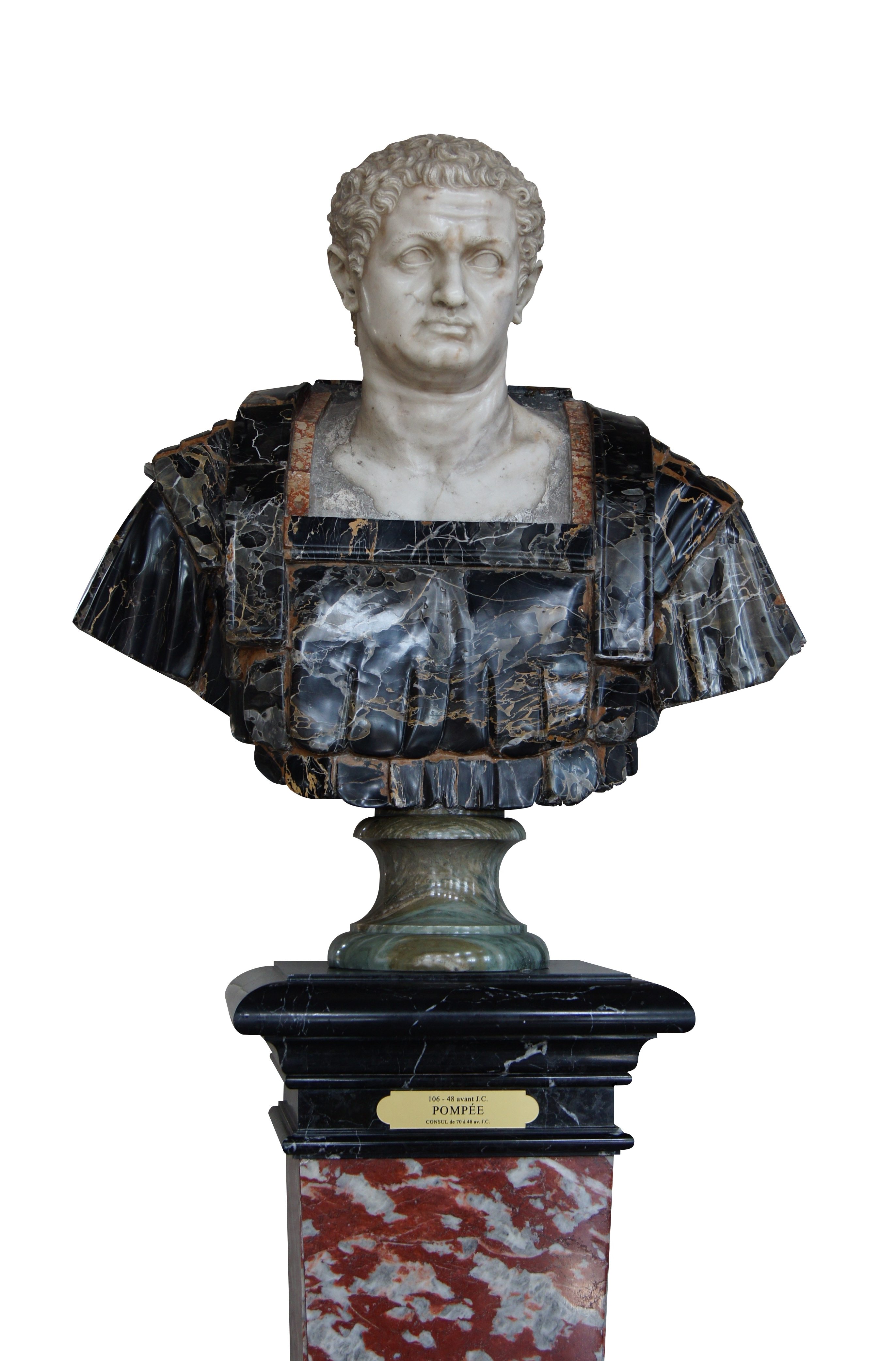
Busto de Pompeu, o grande adversário de Crasso em toda a sua carreira.

A preocupação seguinte de Crasso foi reconstruir a fortuna de sua família, confiscada durante as proscrições marianas. De acordo com Plutarco, Crasso amealhou a maior parte de sua fortune através de "rapina e fogo, aproveitando-se das calamidades públicos". Nas proscrições de Sula, nas quais as propriedades confiscadas de suas vítimas eram leiloadas a preços muitos baixos, Crasso foi um dos maiores compradores deste tipo de propriedade: de fato, Sula era apoiava especialmente este tipo de prática, pois queria dividir com quem estivesse disposto as consequências de seus atos. As proscrições de Sula asseguraram que os sobreviventes das perseguições marianas recuperariam suas fortunas perdidas às custas dos mais ricos aliados de Mário e Cina. Crasso ganhou parte de sua fortuna nestas proscrições, notavelmente a proscrição de um homem cujo nome não estava inicialmente na lista dos que foram proscritos, mas que foi incluído por que Crasso queria sua fortuna. Segundo Plutarco, Crasso se especializava em comprar propriedades durante incêndios ou perigo de desabamento por conta dos frequentes distúrbios da época. Quando os edifícios pegavam fogo, Crasso e sua equipe treinada para apagar incêndios apareciam e Crasso se oferecia para comprar a propriedade, presumivelmente condenada, e, se possível, a dos vizinhos por preços muitíssimo baixos. Se sua oferta fosse aceita, Crasso então utilizava esta equipe, formada por cerca de 500 escravos comprados especificamente por seus conhecimentos de arquitetura e construção, para apagar o incêndio, na maior parte das vezes antes que os edifícios estivessem muito danificados; se estivessem, a equipe reconstruiria o edifício. Se a oferta não fosse aceita, então Crasso não ajudava a apagar o fogo. Métodos similares foram utilizados por Crasso nos episódios razoavelmente comuns de desabamento de grandes edifícios conhecidos como ínsulas, notórios pela construção precária e condições pouco seguras. Crasso lucrava muito construindo sem muitos gastos novas ínsulas utilizando sua mão de obra escrava no lugar de antigas que haviam desabado ou queimado, especialmente por que havia na prática uma oportunidade de elevar os aluguéis.
Outra parte da riqueza de Crasso foi conseguida de forma mais convencional, através do tráfico de escravos, produção de suas minas de prata e especulação imobiliária. Sua fortuna foi estimada por Plínio, o Velho, em aproximadamente 200 milhões de sestércios e Plutarco afirma que a riqueza de Crasso cresceu de menos de 300 talentos para 7 100 talentos, um valor computado pouco antes de sua partida para a desastrosa campanha parta.
Depois de recuperar sua fortuna, a preocupação seguinte de Crasso foi recuperar a sua relevância política. Como aliado de Sula, o homem mais rico de Roma e herdeiro de uma linhagem de cônsules e pretores, o futuro político de Crasso estava praticamente garantido. Seu problema era que, a despeito de seus sucessos militares, sua reputação estava sendo eclipsada por seu contemporâneo, Pompeu, que conseguiu de Sula um triunfo por sua vitória na África sobre um bando mal-ajambrado de dissidentes, um feito inédito por dois motivos. Primeiro por que ele sequer era um pretor, motivo pelo qual um triunfo foi negado, em 206 a.C., ao grande Cipião, o Africano, que tinha acabado de derrotar Asdrúbal, irmão de Aníbal, na Hispânia], anexando toda a região à República. Segundo, Pompeu havia derrotado concidadãos romanos e não um exército inimigo; neste caso, porém, um "quasi-precedente" já havia sido estabelecido por Lúcio Júlio César recebeu a mesma honraria por uma pequena vitória sobre aliados italianos (não cidadãos) na Guerra Social. A rivalidade de Crasso com Pompeu e sua inveja em relação aos triunfos dele iriam influenciar toda a sua carreira subsequente.

### Crasso e Espártaco

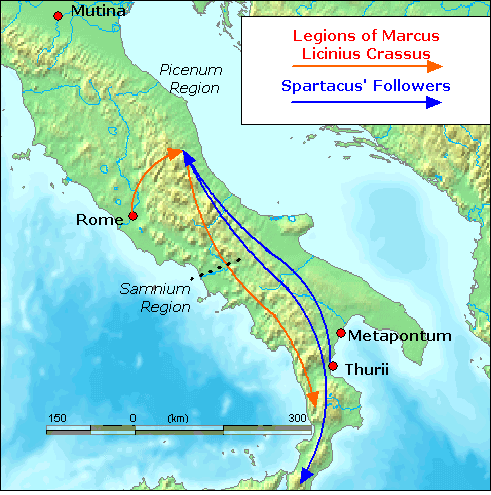
Mapa da campanha de Crasso contra Espártaco na Terceira Guerra Servil.

Crasso ascendia firmemente em sua carreira quando a política romana foi interrompida por dois grandes eventos: primeiro, a Terceira Guerra Mitridática, e segundo, a Terceira Guerra Servil, que foi uma revolta de dois anos de escravos romanos sob a liderança de Espártaco (73-1 a.C.).
Em resposta à primeira ameaça, o melhor general romano, Lúcio Licínio Lúculo, cônsul em 74 a.C., foi enviado para derrotar definitivamente Mitrídates VI, seguido logo depois por seu irmão, Marco Terêncio Varrão Lúculo, cônsul em 73 a.C. (cuja filha, Tértula, seria futuramente a esposa de Crasso). Em paralelo, Pompeu estava lutando na Hispânia contra Quinto Sertório, o último general mariano ainda em condições de luta, mas sem nenhuma vantagem notável. Pompeu só conseguiu vencê-lo quando Sertório foi assassinado por seus próprios comandantes.
O Senado inicialmente não levou a sério a revolta dos escravos e só agiu quando acreditou que a própria cidade de Roma estava ameaçada. Crasso se ofereceu para equipar, treinar e liderar as tropas às suas próprias custas, especialmente por que diversas legiões já haviam sido derrotadas e seus comandantes, mortos ou capturados. A única fonte a mencionar Crasso na função de pretor é Apiano e a data parece ser 73 ou, possivelmente, 72 a.C.. Lívio implica, provavelmente incorretamente, que Crasso teria sido pretor em 72 a.C. contra Espártaco, sem a autorização específica de propretor. Se esta data for correta, seu consulado, 366 dias depois, em 70 a.C., seria ilegal de acordo com as leis impostas por Sula. Eutrópio chama Crasso de procônsul.
No fim, Crasso foi enviado pelo Senado para enfrentar Espártaco. A princípio, ele próprio teve muitos problemas para antecipar os movimentos dele e, especialmente, em inspirar seus próprios homens reforçando o moral geral das tropas depois de tantos desastres, Quando um segmento de seu exército fugiu do campo de batalha largando para trás suas armas, Crasso reviveu a antiga prática da dizimação, ou seja, a execução de um em cada dez homens da legião, escolhidos por sorteio. Plutarco relata que "muitas coisas terríveis e pavorosas de se ver" ocorreram durante as execuções, testemunhadas pelos sobreviventes. Seja como for, segundo Apiano, o espírito das tropas melhorou sensivelmente depois, uma vez que Crasso conseguiu demonstrar que era "mais perigoso que o inimigo".
Em seguida, quando Espártaco recuou para a península de Brútio no sudoeste da Itália, Crasso utilizou seus exércitos para construir um fosso e uma rampa atravessando o istmo "de costa a costa". Apesar deste feito espetacular, parte do exército de Espártaco conseguiu escapar. Numa noite de tempestuosa, os escravos atravessaram sorrateiramente as linhas de Crasso e construíram uma ponte de terra e galhos de árvores sobre o fosso.
Algum tempo depois, quando os exércitos romanos liderados por Pompeu e Varrão Lúculo foram reconvocados para Itália para ajudar Crasso, Espártaco decidiu lutar ao invés de se ver encurralado entre três exércitos, dois deles marchando de fora da Itália. Nesta última batalha, a Batalha do Rio Siler, Crasso conseguiu uma vitória decisiva e capturou 6 000 escravos vivos. Durante a luta, Espártaco tentou assassinar Crasso pessoalmente, matando diversos inimigos enquanto avançava até a posição dele, mas conseguiu matar apenas dois dos centuriões que o guardavam. Acredita-se que o próprio Espártaco teria sido morto em combate, embora seu corpo jamais tenha sido recuperado. O seis mil escravos foram crucificados ao longo da Via Ápia por ordens de Crasso. Também por ordem sua, seus corpos não foram retirados depois e permaneceram apodrecendo à beira da maior estrada romana seguindo para o sul. Este castigo, inédito, tinha por objetivo tornar-se uma lição objetiva para aqueles que tencionavam se revoltar contra Roma no futuro, especialmente os escravos.

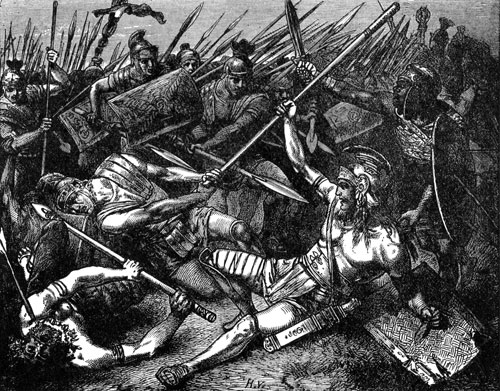
Morte de Espártaco. Conta Plutarco que ele tentou atacar diretamente Crasso e, depois de matar dois centuriões da guarda pessoal do cônsul, acabou morto.

Com esta vitória, Crasso efetivamente encerrou a Terceira Guerra Servil. Porém, seu rival político, Pompeu, que havia chegado com seus veteranos da Hispânia em tempo para realizar apenas operações de pacificação contra os fugitivos, agora desorganizados e derrotados, recebeu o crédito pela vitória final ao escrever uma carta ao Senado na qual ele argumentou que Crasso havia derrotado apenas escravos ao passo que Pompeu havia vencido a guerra (uma referência ao final da Guerra Sertoriana, outro mérito duvidoso de Pompeu). Crasso foi homenageado apenas com uma ovação (originalmente um sacrifício de uma ovelha, uma honra muito menor que um triunfo), apesar de o tamanho do perigo a Roma e das perdas de vidas e propriedades terem dado causa a muito mais considerando estritamente o ponto de vista militar. Porém, como Plutarco afirma, de acordo com um antigo preconceito contra escravos, até mesmo uma ovação parecia demais: na opinião dele, era uma coisa vergonhosa para um homem livre reivindicar qualquer honra por lutar contra escravos; ele também recomenda, retroativamente, que, se Crasso queria se macular por realizar uma tarefa deste tipo, ele deveria ter feito seu trabalho e ficado quieto sobre sua obrigação ao invés de ficar se gabando e exigindo, de forma pouco razoável, a honra de um triunfo, que, de acordo com a antiga tradição até aquele momento, era reservado aos generais cujas vitórias militares levaram a ganhos significativos de território para a República. Como resultado de suas esperanças não realizadas de um triunfo e também por causa das considerações ofensivas feitas na presença de senadores aristocráticos, a animosidade entre Crasso e Pompeu aumentou.
Ainda assim, Crasso foi eleito cônsul em 70 a.C. juntamente com ele. Durante seu mandato, Crasso exibiu sua riqueza realizando sacrifícios públicos a Hércules e ofereceu alimentos à população em dez mil mesas, distribuindo cereais suficientes para sustentar cada família por três meses, cumprindo assim uma promessa feita ao deus romano e garantindo o apoio popular. O mais destacado deste exercício foi, sem dúvida, a promulgação de uma lei Licínia Pompeia (lex Licinia Pompeia) que restituiu as competências do tribunado da plebe, esvaziada de poder durante a ditadura de Sula. Ambos os políticos distanciar-se-iam, porém, nos anos seguintes.

### Aliança entre Pompeu e César
Em 65 a.C., Crasso foi eleito censor com outro conservador, Quinto Lutácio Cátulo Capitolino, ele próprio filho de um outro cônsul (Quinto Lutácio Cátulo). Crasso tratou então de obter poderes extraordinários para transformar o Egito ptolemaico, aliado de Roma, numa província, bem como de inscrever em bloco os cidadãos latinos da Transpadana nas listagens dos cidadãos romanos (o que lhe proporcionaria uma considerável clientela política). Ambos os projetos foram detidos pelo seu colega, Cátulo, que interpôs o seu veto paralisando a atividade da magistratura. Durante estes anos Crasso protegeu Lúcio Sérgio Catilina, apoiando a sua candidatura às eleições consulares de 64 a.C., se bem que seria ele quem pouco depois daria conhecimento a Cícero da Segunda Conspiração de Catilina.
Nesta mesma década, Crasso foi patrono de Júlio César em tudo, exceto no nome, financiando sua eleição a pontífice máximo (César já havia sido flâmine dial, o segundo posto mais alto, mas foi destituído por Sula). Crasso também apoiou os esforços de César para conseguir bons comandos militares. A mediação de César entre Crasso e Pompeu levou à criação do Primeiro Triunvirato em 60-59 a.C., um arranjo que perduraria até a morte de Crasso em 53 a.C..
Em 55 a.C., depois que os triúnviros se encontraram na Conferência de Lucca, Crasso foi eleito novamente cônsul no ano seguinte com Pompeu, e uma lei foi aprovada designando as províncias da Hispânia (Hispânia Citerior e Hispânia Ulterior) e da Síria para Pompeu e Crasso respectivamente por cinco anos, um tempo similar semelhantes ao que possuía César na Gália.

### Governador da Síria e morte

Mapa mostrando a província da Síria e o Império Parta. Carras ficava um pouco abaixo de Hatras.

Crasso recebeu a Síria como sua província, uma promessa de uma fonte inesgotável de riqueza, o que é possível que tenha sido verdade se não fosse a ânsia de Crasso de buscar a glória militar ao cruzar o Eufrates numa tentativa de conquistar o Império Parta. Crasso atacou o império vizinho não apenas por sua grande riqueza, mas por que queria uma vitória similar as de seus dois maiores rivais, Pompeu e Júlio César, colegas triúnviros. O rei da Armênia Artavasdes II, ofertou a Crasso uma ajuda de quase quarenta mil homens, dez mil catafractários e trinta mil soldados, com a condição de que Crasso invadisse através da Armênia, tanto para que o rei pudesse sustentar suas próprias tropas quanto para que pudesse escolher o melhor caminho para o exército de Crasso.
Crasso recusou e escolheu uma rota mais direta através do Eufrates. Suas legiões foram derrotadas na Batalha de Carras (moderna Harrã, na Turquia), em 53 a.C., por uma força parta numericamente inferior. As legiões de Crasso eram formadas principalmente por infantaria e não estavam preparadas para o tipo de ataque rápido, fortemente baseado em arqueiros montados, utilizado pelo exército parta. Os partas aproximavam-se até uma distância de tiro, disparavam uma barragem de flechas sobre as tropas de Crasso e recuavam, repetindo a tática à exaustão. Os cavaleiros partas eram famosos por conseguirem atirar tão bem voltados para trás quanto para a frente (o que ficou conhecido como "flecha de parto"), aumentando ainda mais a letalidade do ataque.[carece de fontes?] Crasso se recusou a aceitar a sugestão de seu questor, Caio Cássio Longino de reconstituir a linha de batalha e manteve suas tropas na formação tartaruga (em latim: "testudo") acreditando que as flechas partas em algum momento acabariam.
Por causa disto, os homens de Crasso, à beira de um motim, exigiram que ele se reunisse com partas, que já haviam se oferecido para conversar. Crasso, desesperançoso por causa da morte de seu filho Públio na batalha, finalmente concordou em se encontrar com o general parta; porém, quando Crasso montou em seu cavalo para ir até o acampamento parta para negociar a paz, seu oficial imediato, Otávio, suspeitou de uma armadilha parta e agarrou a rédea do cavalo de Crasso, instigando de imediato uma luta com a comitiva parta que acabou com a morte do grupo romano, incluindo Crasso. Mais de 20 000 soldados perderam a vida e cerca de 10 000 foram feitos prisioneiros (veja-se Legião perdida). Os equívocos de Crasso passaram à história através da expressão "erro crasso", que remete a uma falha grosseira de planejamento com consequências trágicas e fatais.
Uma história emergiu mais tarde de que, para matar Crasso, os partas teriam derramado ouro derretido em sua boca, um símbolo de sua sede por dinheiro.
O relato de Plutarco em sua biografia de Crasso também menciona que, durante o banquete da cerimônia de casamento da irmã de Artavasdes com o filho e herdeiro do xá Orodes II, Pácoro, na capital armênia de Artaxata, a cabeça de Crasso teria sido entregue a Orodes II. Os dois reis assistiam a uma performance da tragédia grega de Eurípides, "As Bacantes", e um ator da corte real, chamado Jasão de Trales, teria tomado a cabeça e cantado os seguintes versos (das "Bacantes"):
| “ | Ó vós que os sacros planaltos das montanhas habitais, quereis dar caça a Agave, mão de Penteu? | ” |
|   | — "As Bacantes", Eurípides.                                                                    |   |

A cabeça de Crasso foi utilizada no lugar de uma cabeça falsa representando Penteu levada pela heroína da peça, Agave.
Ainda de acordo com Plutarco, uma zombaria final foi ainda apresentada para ridicularizar a memória de Crasso: um prisioneiro romano, Cássio Paciano, que lembrava Crasso, foi vestido em roupas femininas e chamado de "Crasso" e "Imperator" enquanto liderava, a cavalo, uma "procissão triunfal" que ridicularizava os símbolos tradicionais da autoridade romana.

## Cronologia
Fontes:
- 115 a.C. – Crasso nasce em Roma, segundo de três filhos de Públio Licínio Crasso (cos. 97 a.C., cens. 89 a.C.);
- 97 a.C. – Seu pai é cônsul de Roma;
- 87 a.C. – Crasso foge para a Hispânia das forças marianas;
- 84 a.C. – Une-se a Sula contra Mário;
- 82 a.C. – Comanda a ala direita vitoriosa do exército de Sula no Portão Colline, a batalha decisiva da guerra civil, travada em Calendas de novembro;
- 78 a.C. – Sula morre na primavera;
- 73 a.C. – Revolta de Espártaco, provável ano em que Crasso era pretor (é possível que o tenha feito entre 75 e 73 a.C.);
- 72 a.C. – Crasso recebe o comando especial da guerra contra Espártaco após as derrotas ignominiosas de ambos os cônsules;
- 71 a.C. – Crasso destrói os exércitos de escravos restantes na primavera e é eleito cônsul no verão;
- 70 a.C. – Consulado de Crasso e Pompeu;
- 65 a.C. – Crasso é censor com Quinto Lutatius Catulus;
- 63 a.C. – Conspiração de Catilina;
- 59 a.C. – Primeiro Triunvirato formado, com César como cônsul;
- 56 a.C. – Conferência em Lucca;
- 55 a.C. – Segundo consulado de Crasso e Pompeu, com Crasso partindo para a Síria em novembro;
- 54 a.C. – Campanha contra os partas;
- 53 a.C. – Crasso morre na Batalha de Carras.